# Odontopera nephela
Odontopera nephela är en fjärilsart som beskrevs av Eugen Wehrli 1940. Odontopera nephela ingår i släktet Odontopera och familjen mätare. Inga underarter finns listade i Catalogue of Life.